# Peter Rabbit
Peter Rabbit (bra: Pedro Coelho; prt: Peter Rabbit) é um filme norte-americano de animação, baseado no personagem homônimo de Beatrix Potter. Dirigido e co-escrito por Will Gluck, o filme une personagens animados, como o próprio Peter, dublado por James Corden, e atores reais, como Rose Byrne, Domhnall Gleeson, e Sam Neill. Lançado sob críticas divisivas mas boa bilheteria, Peter Rabbit vai receber uma continuação em 2020.

## Elenco
- Domhnall Gleeson como Thomas McGregor / Sr. Jeremy Fisher (voz)
- Rose Byrne como Bea / Jemima Puddle-Duck (voz)
- Sam Neill como Sr. Joe McGregor / Tommy Brock (voz)
- Marianne Jean-Baptiste como Gerente da Harrods
- Felix Williamson como Derek

### Dubladores
- James Corden como Peter Rabbit
- Daisy Ridley como Cottontail Rabbit
- Margot Robbie como Flopsy Rabbit e a Narradora
- Elizabeth Debicki como  Mopsy Rabbit
- Colin Moody como Benjamin Bunny
- Sia como Sra. Tiggy-Winkle
- Fayssal Bazzi como Sr. Tod
- Ewen Leslie como Pigling Bland
- Christian Gazal como  Felix D’eer
- Rachel Ward as Josephine Rabbit
- Bryan Brown como Mr. Rabbit
- David Wenham como Johnny Town-Mouse
- Will Reichelt como JW Rooster II

## Sobre o filme
No Lake District, na Inglaterra, Peter Rabbit, seu primo Benjamin Bunny e as irmãs trigêmeas Flopsy, Mopsy e Cottontail, passam a maior parte de seus dias escolhendo o velho Sr. McGregor e roubando legumes de seu jardim. Eles são amigos de uma mulher local de bom coração chamada Bea, que passa seu tempo pintando quadros dos coelhos, bem como da natureza circundante. Bea assumiu um papel maternal com os coelhos após a morte de sua mãe.
Seu pai havia sido morto e comido em uma torta por McGregor quando eles ainda eram jovens. Um dia, Peter é forçado a deixar sua jaqueta no jardim de McGregor e volta para recuperá-la. No entanto, foi uma armadilha montada por McGregor que o pega, mas de repente morre de um ataque cardíaco.devido a décadas de hábitos alimentares pouco saudáveis. Encantado, Peter convida todos os animais locais e assume a mansão de McGregor.

## Recepção

### Resposta da crítica
No Rotten Tomatoes, o filme tem um índice de aprovação de 63% com base em 149 resenhas e uma classificação média de 5,7/10. O consenso crítico do site diz: “Peter Rabbit atualiza os personagens clássicos de Beatrix Potter com resultados agradáveis e coloridos que devem entreter os espectadores mais jovens, ao mesmo tempo em que arriscam a ira dos puristas.” No Metacritic, o filme tem uma pontuação de 51 em 100 com base em 26 críticos, indicando “críticas mistas ou médias”. O público consultado pelo CinemaScore deu ao filme uma nota média de “A−” em uma escala de A+ a F.